# 工商管理
工商管理（英語：Business Administration）是指对组织、企业或其他商业实体的运营、管理和战略规划的全过程进行有效协调、控制和决策的学科。它涉及多方面的职能和领域，包括财务管理、市场营销、人力资源管理、运营管理、战略管理和信息技术等。工商管理的目标是通过科学的管理方法，提升企业的效率、竞争力和可持续发展能力。
在工商管理中，企业管理者需要对企业内部各部门和资源进行有效配置，以达成既定的经营目标。这一过程不仅包括日常运营的管理，还涵盖了长期的战略发展、市场竞争分析、风险控制以及决策制定等。工商管理既是一个理论学科，也是一个实践导向的领域，强调通过案例研究、分析工具和决策模型来解决实际问题。
随着全球化和信息技术的快速发展，工商管理的范畴也在不断扩展，涉及到跨国经营、电子商务、企業社會責任等新的管理领域。这一学科不仅在学术研究中具有重要地位，也对企业的实际经营活动产生深远影响。

## 概述
工商管理不仅包括业务操作和决策的执行，还包括高效组织人员和其他资源，将活动引导向共同的目标。一般来说，“管理”指的是更广泛的管理职能，包括财务、人事和管理信息系统等相关服务。
管理也可以指具有操作性或官僚主义特征的日常办公任务，其通常是内部导向和反应性的，而非主动性的。从广义上讲，管理者为了实现组织目标，通常会履行一系列共同的职能。法国管理学理论家亨利·法约尔将这些职能描述为管理的五个要素。根据法约尔的观点，管理的五个职能包括计划、组织、指挥、协调和控制。如果没有适当的企业管理，企业将无法有效利用其资源，因此，管理是经营企业的最重要概念。

### 企业管理的关键技能
战略思维、领导力、解决问题的能力、沟通能力以及与各类人群和组织有效合作的能力，都是有效管理者所需的关键能力。管理者还必须能够平衡各方利益相关者的需求和利益，如员工、客户、股东及更广泛的社区。管理是任何成功组织的关键组成部分，要求管理者具备广泛的技能、知识和专业能力。无论是管理一个小团队还是一个大公司，有效的管理都是实现成功和促进组织发展的必要条件。另一个关键方面是有效地管理和激励员工。管理者必须能够营造一个积极且富有生产力的工作环境，同时识别并奖励那些为组织成功作出贡献的成员。这包括提供职业发展机会、建立清晰的沟通渠道，并确保每个人都能够理解自己在组织中所扮演的角色和职责。